# Ardea humbloti
Ardea humbloti là một loài chim trong họ Diệc.
Ở Madagascar, loài này không phổ biến ở bờ biển phía bắc và phía tây cũng như hồ Alaotra, nhưng cũng sinh sống ở quần đảo Comoro và Mayotte. Diệc Humblot là một loài có nguy cơ tuyệt chủng, với dân số ước tính chỉ có 1.500 cá thể trưởng thành. Dân số rõ ràng đang giảm. Các mối đe dọa chính mà các loài diệc phải đối mặt là săn trộm (cả chim và trứng của nó) và phá hủy môi trường sống (việc chặt cây làm tổ và sự biến mất của vùng đất ngập nước.)
Tên khoa học kỷ niệm nhà tự nhiên học người Pháp Leon Humblot. 